# GATC
GATC (англ. Glutamyl-tRNA amidotransferase subunit C) – білок, який кодується однойменним геном, розташованим у людей на короткому плечі 12-ї хромосоми. Довжина поліпептидного ланцюга білка становить 136 амінокислот, а молекулярна маса — 15 086.
| 10         |  | 20         |  | 30         |  | 40         |  | 50         |
| ---------- |  | ---------- |  | ---------- |  | ---------- |  | ---------- |
| MWSRLVWLGL |  | RAPLGGRQGF |  | TSKADPQGSG |  | RITAAVIEHL |  | ERLALVDFGS |
| REAVARLEKA |  | IAFADRLRAV |  | DTDGVEPMES |  | VLEDRCLYLR |  | SDNVVEGNCA |
| DELLQNSHRV |  | VEEYFVAPPG |  | NISLPKLDEQ |  | EPFPHS     |  |            |

A: Аланін

C: Цистеїн

D: Аспарагінова кислота

E: Глутамінова кислота

F: Фенілаланін

G: Гліцин

H: Гістидин

I: Ізолейцин

K: Лізин

L: Лейцин

M: Метіонін

N: Аспарагін

P: Пролін

Q: Глутамін

R: Аргінін

S: Серин

T: Треонін

V: Валін

W: Триптофан

Кодований геном білок за функцією належить до лігаз. 
Задіяний у такому біологічному процесі, як біосинтез білків. 
Білок має сайт для зв'язування з АТФ, нуклеотидами. 
Локалізований у мітохондрії.